# Warblino
Warblino (kaszb. Wôrblënò, niem. Warbelin) – stara wieś kaszubska w Polsce położona w województwie pomorskim, w powiecie słupskim, w gminie Główczyce. Przedrostek w nazwie Warblina wskazuje na pochodzenie nazwy od imienia własnego Warbl (Wróbel).
W latach 1975–1998 miejscowość administracyjnie należała do województwa słupskiego.

## Nazwa
Nazwa miejscowości, wzmiankowana po raz pierwszy w formie Warbelino w 1306, ma pochodzenie słowiańskie i charakter dzierżawczy. Powstała przez dodanie do pomorskiej nazwy osobowej Warb(e)l (por. pol. „wróbel”) formantu -ino. Friedrich Lorentz odnotował formę nazwy w lokalnych gwarach słowińskich: Vãrblänɵ wraz z nazwami mieszkańców, zarówno z pominiętym formantem -än-: Vãrbȯu̯n, Vãrblȯu̯nkă „warblinianin, warblinianka”, jak i w postaci pełnej: Vãrbläńȯu̯n, Vãrbläńȯu̯nkă „ts.”. Niemiecka nazwa Warbelin jest adaptacją fonetyczną pierwotnej nazwy słowiańskiej.
Rada Języka Kaszubskiego proponuje kaszubską formę nazwy Warblëno.